# 高嶋平介 (2代)
高嶋 平介（高島 平介、たかしま へいすけ、前名・政吉、1876年〈明治9年〉3月27日 - 没年不明）は、日本の政治家、実業家、兵庫県多額納税者。兵庫県武庫郡御影町会議員。高嶋平介商店社長。族籍は兵庫県平民。

## 経歴
兵庫県武庫郡御影町東明（現神戸市東灘区御影塚町）出身。平介の長男。1913年、家督を相続し、前名・政吉を改め襲名した。父業の味醂焼酎醸造並奈良漬製造業を営んだ。竹庄商店監査役を務めた。

## 人物
趣味は読書、旅行。宗教は真宗。住所は武庫郡御影町東明。

## 家族・親族
高嶋家
高嶋家の初代平介は灘五郷の酒造家より酒粕を買い、酒粕の仲買業を営んでいたが、1870年に、酒粕から粕取り焼酎の製造を始めるべく焼酎製造免許を取得した。
- 父・平介（兵庫平民）[3][6]
- 母・たけ（1848年 - ?、兵庫、鯉谷重吉の長女）[3][6]
- 妻・しか（1884年 - ?、兵庫、平木徳治郎の妹[2][4]、平木松太郎の長女[3][6]）
- 長女・綾子（1905年 - ?、兵庫、岡村丹二の妻）[2][4]
- 三女（1919年 - ?）[2][3]
- 四女（1923年 - ?）[8]
- 五女（1925年 - ?）[8]
- 長男・平介（1913年 - 2006年、前名・泰二[2]、兵庫漬物社長）
- 二男・好郎[6]（1915年 - ?、岡山、服部一雄の養子）[7]
- 三男（1921年 - ?）[8]
- 四男（1926年 - ?）[4]